# Петренково (Сумская область)
Петренково (укр. Петренкове) — село,
Ворожбянский сельский совет,
Лебединский район,
Сумская область,
Украина.
Село ликвидировано в начале 1980-х годов.

## Географическое положение
Село Петренково находится на правом берегу реки Псёл.
выше по течению на расстоянии в 1 км расположено село Шпилевка (Сумский район).
Село окружено большим лесным массивом.
Рядом проходит автомобильная дорога Т-1909.